# إغرييس (أونيلا)
إغرييس هو دُوَّار يقع بجماعة تيلويت، إقليم ورززات، جهة درعة تافيلالت في المملكة المغربية. ينتمي الدوّار لمشيخة أونيلا التي تضم 4 دواوير. يقدر عدد سكانه بـ 761 نسمة حسب الإحصاء الرسمي للسكان والسكنى لسنة 2004.

## روابط خارجية
- البوابة الوطنية للجماعات الترابية
- المندوبية السامية للتخطيط